# Deus seja louvado

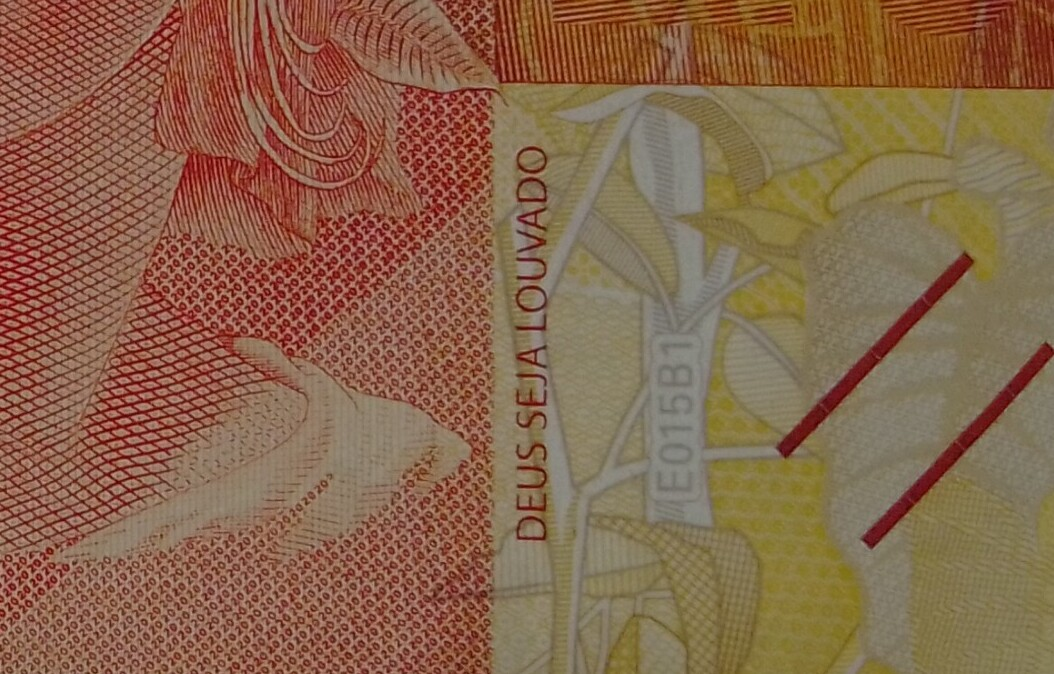
A frase na nota de 20 reais da segunda família, lançada em 2012

"Deus seja louvado" é uma expressão presente na parte inferior esquerda de todas as cédulas de real atuais no Brasil. Ela existe desde a década de 1980, quando o então presidente da República, José Sarney, católico praticante, solicitou ao Banco Central (BC) que fosse incluída na moeda do cruzado. O Governo Federal de então se orientou em doutrinas teístas de outros Estados laicos, como os Estados Unidos, que já acrescentavam a frase "In God We Trust" a suas cédulas de dólares.
As primeiras notas com a inscrição foram impressas em 24 de fevereiro de 1986, quando o decreto foi apresentado ao BC. Assim, a expressão permaneceu ao longo do tempo, incluindo as cédulas de real. Apesar das recentes discussões e solicitações por setores laicistas da sociedade civil de que a frase seja removida, ela continua a ser impressa pelo BC, inclusive nas novas cédulas, em impressão desde 2010. Diante das tentativas de remoção da frase nas cédulas por parte do Ministério Público, José Sarney afirmou: "Eu tenho pena do homem que na face da terra não acredita em Deus".

## Histórico
Até 1985, nenhuma nota brasileira continha a expressão "Deus seja louvado", como se pode ver na cédula de 100 mil cruzeiros, lançada em 3 de outubro de 1985, a última a ser emitida antes do Plano Cruzado.
Em 1986, deu-se a introdução da frase "Deus seja louvado" nas cédulas de 10, 50 e 100 cruzados, que passaram a circular em 22 de abril de 1986: note-se que as cédulas carimbadas aproveitadas do padrão monetário anterior não continham a frase, enquanto as cédulas de cruzados passaram a contê-la.
O uso da expressão continuou até 1990, quando já na presidência de Fernando Collor e a entrada em vigor do plano homônimo, as cédulas do cruzeiro (1990–1993) passaram a não mais conter a frase, diferentemente das cédulas carimbadas aproveitadas do padrão anterior, o cruzado novo, que ainda a continham. Entretanto, ainda em 1991, quando foi introduzida a cédula de 50 mil cruzeiros em 9 de dezembro daquele ano, a expressão voltou a figurar nesta e nas cédulas de cruzeiros de valores mais altos que se lhe seguiram.
De 1991 até a atualidade, a frase "Deus seja louvado" seguiu em uso contínuo, com exceção das primeiras séries de cédulas do Plano Real emitidas em 1994, com as chancelas de Pedro Malan (então presidente do Banco Central) e de Fernando Henrique Cardoso (que foi ministro da Fazenda até 30 de março de 1994) e parte do período de seu sucessor, Rubens Ricupero (ministro da Fazenda de 30 de março a 6 de setembro desse ano), conforme tabela abaixo:
| Cédula    | Série                                     | Estampa | Ministro da Fazenda                       | Presidente do BCB | Ref.   |
| --------- | ----------------------------------------- | ------- | ----------------------------------------- | ----------------- | ------ |
| R$ 1,00   | A0001 - A2409 A2410 - A3833               | A       | Fernando Henrique Cardoso Rubens Ricupero | Pedro Malan       | [ 14 ] |
| R$ 5,00   | A0001 - A1411 A0001 - A1000               | A B     | Fernando Henrique Cardoso                 | Pedro Malan       | [ 15 ] |
| R$ 10,00  | A0001 - A0713 A0001 - A1200 A0714 - A1817 | A B A   | Fernando Henrique Cardoso Rubens Ricupero | Pedro Malan       | [ 16 ] |
| R$ 50,00  | A0001 - A1249 A0001 - A0400 A1250 - A1238 | A B A   | Fernando Henrique Cardoso Rubens Ricupero | Pedro Malan       | [ 17 ] |
| R$ 100,00 | A0001 - A1198 A1199 - A1201               | A       | Fernando Henrique Cardoso Rubens Ricupero | Pedro Malan       | [ 18 ] |

## Controvérsias

### Tentativas de remoção

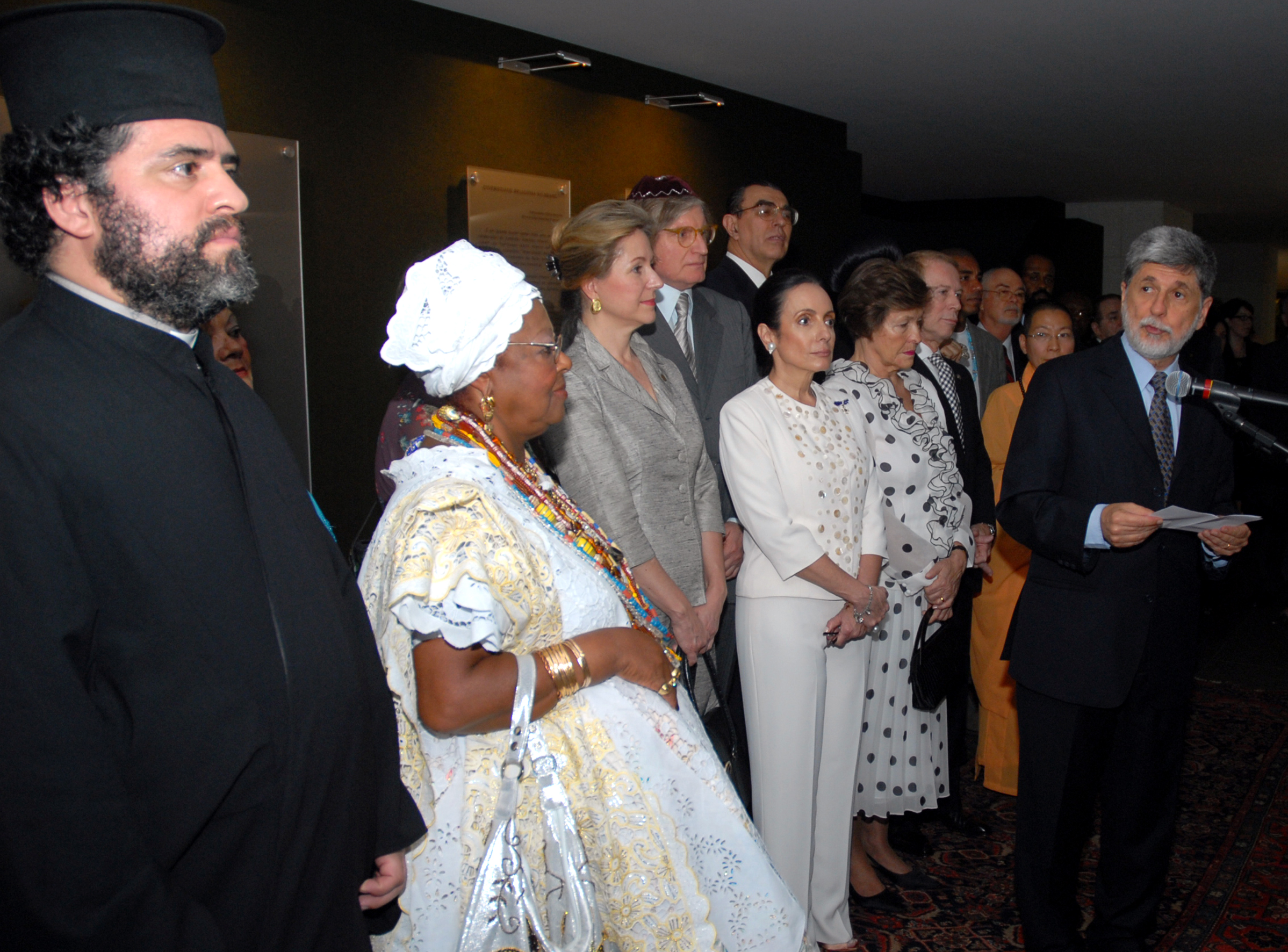
Segundo laicistas, a diversidade religiosa no Brasil não se faz representada numa frase que privilegiaria apenas as religiões monoteístas. Na imagem, o ex-Ministro das Relações Exteriores, Celso Amorim, em reunião com adeptos de diferentes religiões do país

Em dezembro de 2010, o Ministério Público Federal (MPF) em São Paulo notificou o Banco Central a apresentar defesa em representação por "ofensa à laicidade da República Federativa do Brasil", acionando o BC por manter o termo "Deus seja louvado" nas cédulas de Real. Em 12 de novembro de 2012, a Procuradoria Regional dos Direitos do Cidadão pediu à Justiça Federal que determinasse a retirada da expressão "Deus seja louvado" das cédulas da moeda nacional, para não privilegiar nenhuma religião já que o Estado é laico. A ação foi movida pelo procurador católico Jefferson Aparecido Dias.
Segundo Jefferson, a medida "não geraria despesas aos cofres públicos, já que se contempla um prazo de 120 dias para que a Casa da Moeda comece a imprimir as novas notas sem a frase". Também afirmou que nenhuma lei autoriza a inclusão de expressões religiosas no dinheiro. Além disso, disse que o objetivo da ação é resguardar o direito de liberdade religiosa de todos os cidadãos. Imaginemos a cédula de real com as seguintes expressões: Alá seja louvado, Buda seja louvado, Salve Oxóssi, Salve Lorde Ganexa, Deus Não existe. Com certeza haveria agitação na sociedade brasileira em razão do constrangimento sofrido pelos cidadãos crentes em Deus", diz um trecho da ação da Procuradoria.
As lideranças cristãs e políticos pronunciaram-se com fortes críticas à representação. O pastor Silas Malafaia afirmou, em um vídeo publicado em seu site, que o procurador é o mesmo que aceitou e encaminhou uma denúncia de homofobia contra ele: "Eu tô desconfiado que esse procurador não tem nada o que fazer. Eu acho que o procurador-geral da República tinha que arrumar um trabalho para esse cidadão". Malafaia lembrou ainda que a Constituição se apresenta como sendo elaborada "sob a proteção de Deus", e que o procurador deveria propor também a mudança do nome de estados como Santa Catarina, São Paulo e Espírito Santo, além dos feriados católicos nacionais.

Já o secretário-geral da Conferência Nacional dos Bispos do Brasil (CNBB) que faz parte da hierarquia da Igreja Católica, dom Leonardo Ulrich Steiner, afirmou: 
"Deveríamos nos preocupar com coisas muito mais essenciais. Muitas pessoas dar-se-ão conta da frase somente depois desta ação. Não é novidade esse tipo de ação! A frase, agora, recordará a presença de Deus na vida do povo brasileiro" Para dom Leonardo, a expressão "não constrange, mas pode incomodar aos que afirmam não crer". "As pessoas que vivem a sua fé, em suas diversas expressões, certamente não se sentem constrangidas, pois vivem da grandeza da transcendência. É que fé não é em primeiro lugar culto a um deus, mas relação. Se a frase lembra uma relação, poderia lembrar que o próprio dinheiro deve estar a serviço das pessoas, especialmente dos pobres, na partilha e na solidariedade. Se assim for, Deus seja louvado!", afirma o bispo.

### A decisão da justiça
Em 30 de novembro de 2012, a Justiça Federal negou o pedido do MPF para obrigar a União e o Banco Central a retirar, em até 120 dias, a frase das notas de reais. Em três páginas da decisão, é relatado que o Ministério Público não comprovou que houve "oposição aos dizeres inscritos na cédula no âmbito do seio social". A juíza ressaltou que o Ministério Público Federal de São Paulo (MPF-SP) não ouviu instituições laicas ou religiosas de outras denominações que se manifestassem contra a presença da frase nas cédulas.
A sétima vara diz que "a citação de Deus nas notas, não parece ser um direcionamento do estado na vida de um indivíduo que o obrigue a adotar ou não determinada crença". A decisão provisória foi posteriormente mantida. Em 2013 a juíza federal Diana Brunstein, da 7ª vara Federal Cível de São Paulo, negou o pedido feito pelo Ministério Público Federal para retirar a expressão "Deus seja louvado" das cédulas de Real. A mesma juíza já havia negado a antecipação de tutela em novembro de 2012. A Advocacia-Geral da União argumentou que a expressão "Deus seja louvado" nas notas de Real não afasta a laicidade do Estado. "...O Estado brasileiro não repudia a fé. Ao contrário, ampara o valor religioso quando facilita a prática de atos de fé professada pela população e adota feriados religiosos...".